# 4071 Ростовдон
4071 Ростовдон (4071 Rostovdon) — астероїд головного поясу, відкритий 7 вересня 1981 року.
Тіссеранів параметр щодо Юпітера — 3,146.